# دلفین جنوب آفریقا
دلفین جنوب آفریقا (در انگلیسی: Haviside's dolphin) نوعی دلفین کوچک‌جثه است که در کرانه‌های نامیبیا و غرب آفریقای جنوبی زندگی می‌کند. این آب‌باز یکی از چهار عضو سرده «سیاه‌سفیدها» از دلفین‌های اقیانوسی است.

## گستره و جمعیت
همان گونه که از نامش بر می‌آید، دلفین جنوب آفریقا در مناطق جنوبی قاره آفریقا در °۱۷ جنوبی نامیبیا و تا جنوبی‌ترین بخش‌های کرانه‌ای آفریقای جنوبی یافت می‌شود. دیدن گروه‌های پرجمعیت از این گونه دلفین در نزدیکی کیپ‌تاون و خلیج والویس گزارش شده‌است؛ با این حال تخمینی از تعداد و فراوانی جمعیت این گونه در دست نیست.

## توصیف ظاهری
دلفین جنوب آفریقا دلفینی به نسبت کوچک‌جثه است. قد آن به بیشینه ۱۸۰ سانتی‌متر و وزنش به ۷۵ کیلوگرم می‌رسد. اندازه آن‌ها و شکل سرشان باعث می‌شود که با گرازماهیان اشتباه گرفته شوند. رنگ سر خاکستری تیره است. بالای نیم‌تنه جلویی و باله‌های کناری به رنگ خاکستری روشن‌تر اند. باله پشتی، دم‌باله و نیم‌تنه عقبی نیز دوباره به رنگ خاکستری تیره‌اند. زیر شکم به رنگ سفید است و رگه‌هایی سفید رنگ در پهلوها زیر باله پشتی وجود دارند.
نرها در ۷ تا ۹ سالگی به بلوغ جنسی می‌رسند. ماده‌ها هم در همین سن به توانایی باردار شدن می‌رسند. مدت زمان بارداری تقریباً ۱۰ ماه است. جفت‌گیری در فصل‌های بهار و تابستان صورت می‌گیرد. گمان بر این است که ماده‌ها در هر سه سال یکبار بچه‌دار می‌شوند. بیشترین طول عمر ثبت شده برای دلفین‌های جنوب آفریقا ۲۰ سال است. این طول عمر به نسبت کوتاه در کنار مدت زمان طولانی بارداری مجدد، نرخ افزایش جمعیت این گونه را به صورت طبیعی پایین نگه می‌دارد. از این رو این دلفین در برابر شکار بسیار حساس است.
دلفین‌های جنوب آفریقا جانوران اجتماعی و پرجنب و جوشی هستند. آن‌ها اغلب در گروه‌هایی با ۱۰–۵ عضو زندگی می‌کنند که گاه تعداد اعضا بیشتر از این می‌شود. آن‌ها توانایی شنا با سرعت بالا را دارند. بخشی از بازی و فعالیت‌های اجتماعی این دلفین‌ها پریدن به صورت عمودی از درون آب به هوا، برعکس کردن خود در هوا و سپس وارد شدن دوباره درون آب بی تولید موج یا صدا است.